# Sjöbo sommarby och Svansjö sommarby
Sjöbo sommarby och Svansjö sommarby est une localité de Suède dans la commune de Sjöbo en Scanie.
Sa population était de 668 habitants en 2010.